# هوجو فيرمينو
هوجو فيرمينو (22 ديسمبر 1988 بلشبونة في البرتغال - ) هو لاعب كرة قدم برتغالي في مركز الهجوم. لعب مع أيل ليماسول وإنتر كلوب وكابوسكورب وS.C.U. Torreense ‏ ونادي كايالا الترفيهي وأورينتال دي لشبونة ‏ وOdivelas F.C. ‏.

## وصلات خارجية
- هوجو فيرمينو على موقع قاعدة بيانات كرة القدم.إي يو (الإنجليزية)
- هوجو فيرمينو على موقع Soccerway.com (الإنجليزية)